# Ed Begley Jr.
Edward James Begley Jr. (Los Ángeles, California, 16 de septiembre de 1949) es un actor y activista medioambiental estadounidense. Ha aparecido en numerosas películas, series y programas de televisión, así como en obras de teatro. Interpretó al Dr. Victor Ehrlich en St. Elsewhere durante 1982-1988. El papel le valió seis nominaciones consecutivas a los Premios Emmy y una nominación a los Globos de Oro. Así mismo, copresentó, junto a su esposa Rachelle Carson, el reality show llamado Living with Ed (2007-2010).
Sus roles más conocidos en el cine se incluyen en las películas Stay Hungry (1976), Blue Collar (1978), An Officer and a Gentleman (1982), This Is Spinal Tap (1984), The Accidental Tourist (1988), She-Devil (1989), The Pagemaster (1994), Batman Forever (1995), Auto Focus (2002), Pineapple Express (2008), What's Your Number? (2011), Cazafantasmas (2016) y CHiPs (2017). Es parte del reparto recurrente de los mocumentales de Christopher Guest y Eugene Levy, incluyendo  Best in Show (2000), A Mighty Wind (2003), For Your Consideration (2006) y Mascots (2016) y Young Sheldon (2017).

## Primeros años
Begley nació en Los Ángeles, California en 1949, hijo de Allene Sanders y del actor ganador del Óscar Ed Begley. Cuando Begley Jr. nació, su padre estaba casado con Amanda Huff, quien falleció cuando tenía siete años. Hasta sus seis años, Begley Jr. creyó que Amanda era su madre. Más tarde, fue que empezó a tenrr relación con su madre biológica, Sanders.
Los abuelos paternos de Begley eran inmigrantes irlandeses. Creció en Búfalo, Nueva York y estudió en Stella Niagara Education Park, una escuela privada católica ubicada en Lewiston (Nueva York). En 1962, su familia regresó a California, donde se graduó en el Notre Dame High School en Sherman Oaks, otra escuela privada católica y del Los Angeles Valley College en North Hollywood.

## Carrera

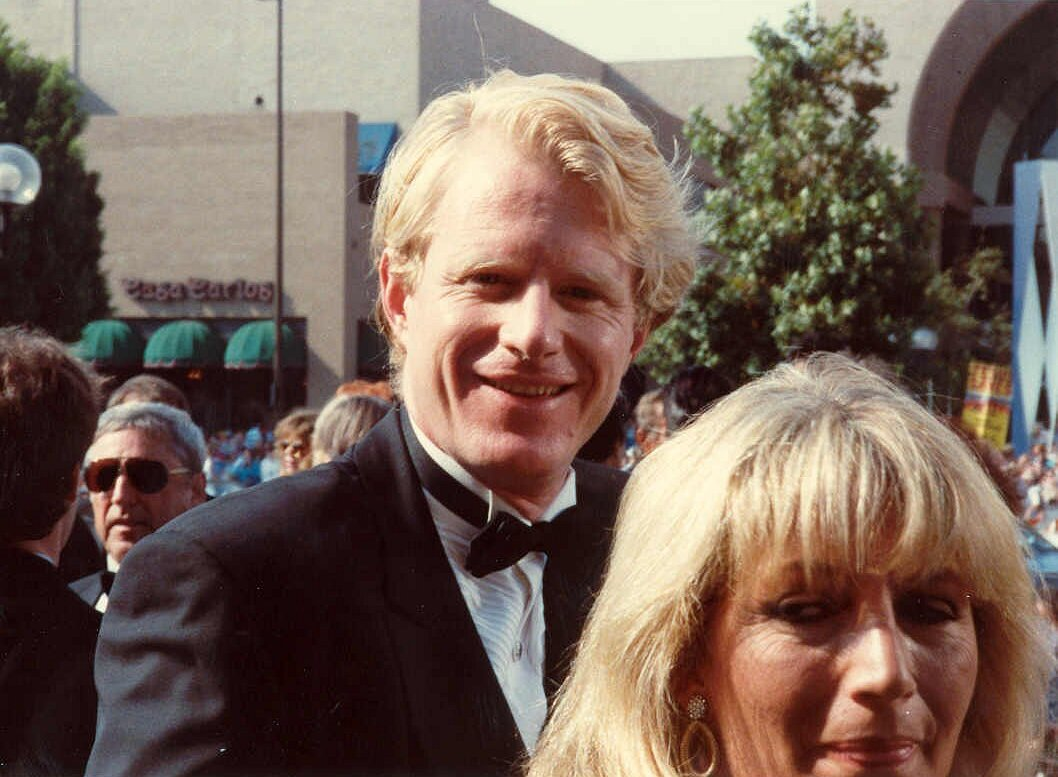
Begley y Penny Marshall en los Premios Emmy de 1988.

Sus numerosos papeles en cine y televisión incluyen una participación como invitado en Maude. Tuvo apariciones especiales en la serie Room 222 durante los años 70. También tuvo apariciones recurrentes en Mary Hartman, 7th Heaven, Arrested Development, Meego y Six Feet Under, así como formó parte del reparto principal en Kingdom Hospital, St. Elsewhere, y Wednesday 9:30 (8:30 Central). Estuvo en un episodio de My Three Sons. 
Interpretó numerosos papeles importantes en los mocumentales Best in Show, A Mighty Wind, y For Your Consideration. Adicionalmente, apareció en Battlestar Galactica; también interpretó a Boba Fett in the la adaptación a radio de Return of the Jedi, y Seth Gillette, un senador demócrata de Dakota del Norte en The West Wing.
Durante dieciséis años, fue parte de la Junta de Gobernadores de la Academia de Artes y Ciencias Cinematográficas. En 1996, Begley apareció en la película para TV The Late Shift, donde interpretó al ejecutivo de CBS Rod Perth. Ha aparecido como invitado en numerosas series como Scrubs, Boston Legal, y Star Trek: Voyager (Future's End, partes 1 y 2). Tuvo un papel recurrente en la tercera temporada de Veronica Mars. En 2008, apareció en la película de HBO Recount, la cual retrató las elecciones presidenciales de Estados Unidos de 2000. Begley también apareció en la temporada 3, episodio 3 de Tim and Eric Awesome Show, Great Job!.
En 2003, escribió y dirigió el musical Cesar y Ruben. Fue presentado en el Teatro El Portal de Los Ángeles y revivido en 2007. Una de sus actuaciones más recientes fue en la comedia de CBS, Gary Unmarried, donde interpretó al Dr. Walter Krandall, terapeuta matrimonial del protagonista y prometido de su exesposa. Desde 2008, ha aparecido en varios comerciales de DirecTV como un ejecutivo de "Cable Corp Inc.". En 2013, apareció en el reality show Beverly Hills Pawn. En 2019, protagonizó Bless This Mess.

## Vida personal
Begley tiene tres hijos: una hija y un hijo de su primer matrimonio, y un último de su actual matrimonio. 
De acuerdo al programa biográfico Celebrity Close Calls, Begley casi muere en 1972 tras ser apuñalado varias veces mientras era asaltado por una pandilla callejera. Sus atacantes eran adolescentes, que posteriormente fueron arrestados por las autoridades.

## Activismo

### Medioambiental

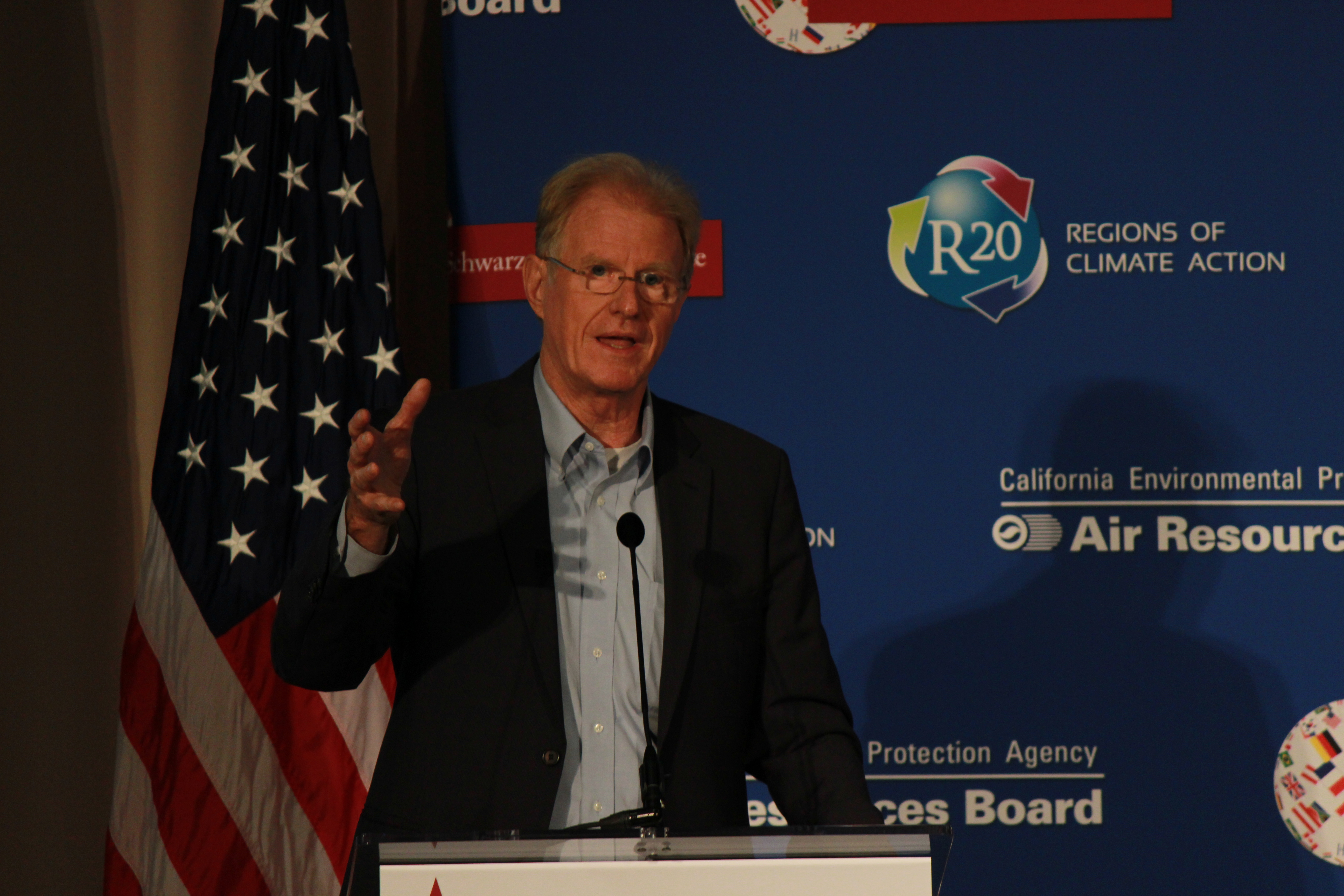
Ed Begley dando un discurso a favor del medioambiente en Sacramento, California el 8 de septiembre de 2014.

Desde 1970, Begley ha sido un medioambientalista, comenzando con su primer vehículo electrónico (un Taylor Dunn), reciclando y volviéndose vegano. Promociona productos pro-ambientales como Toyota Prius, baños secos ecológicos y Begley's Best Household Cleaner.
La casa de Begley es 1,585 pies al cuadrado (147.3m²) en tamaño, usando energía solar, del viento con un PacWind aerogenerador de eje vertical, una unidad de aire acondicionado creada por Greenway Design Group LLC., y un biciclo generador de electricidad usado para tostar pan. Paga alrededor de 300$ anuales por gastos eléctricos.
Con el argumento de que el césped suburbano es ambientalmente insostenible, especialmente en el sur de California, debido a la escasez de agua, Begley ha convertido el suyo en un jardín tolerante a la sequía compuesto de plantas nativas de California. Es reconocido por manejar bicicletas y usar transporte público, además de ser dueño de un vehículo Toyota RAV4 EV con energía eléctrica.
Su bicicleta eléctrica híbrida fue presentada en su show Living with Ed. Begley también ha presentado sus creencias medioambientales en "Homer to the Max", un episodio de Los Simpson y también en un episodio de Dharma & Greg. Más tarde, aparece en el episodio "Gone Maggie Gone" en la temporada 20 de Los Simpson. En el episodio "The Honking" de la serie Futurama, el motor eléctrico de Begley es descrito como "el sistema de propulsión más maligno jamás concebido".
Begley y su amigo Bill Nye están en competición para ver quién produce la huella de carbono más baja.
En 2009, apareció en The Price is Right, en su edición del Día de la Tierra. Allí, anunció el escaparate final que incluyó una bicicleta eléctrica, un carro de golf solar y un Toyota Prius.
Begley fue presentado durante el "Green Car Challenge" de The Jay Leno Show. Varias celebridades condujeron un automóvil Ford Focus eléctrico e intentaron establecer récords en una pista al aire libre. Durante la segunda vuelta, salían recortes de Begley y Al Gore, y si la celebridad había golpeado a alguno de ellos, se agregaba un segundo a su tiempo.
Es también autor de Living Like Ed: A Guide to the Eco-Friendly Life de 2008 y de Ed Begley Jr.'s Guide to Sustainable Living: Learning to Conserve Resources and Manage an Eco-Conscious Life de 2009, ambas publicadas por Random House.  También escribió A Vegan Survival Guide for the Holidays de 2014, junto a Jerry James Stone.

#### Afiliaciones
- Coalition for Clean Air[16]
- Environmental Media Association[17]

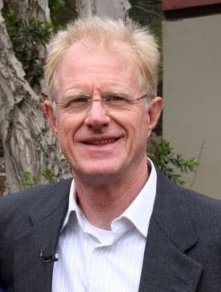
Begley en enero de 2010.

- Santa Monica Mountains Conservancy
- The American Oceans Campaign[18]
- League of Conservation Voters
- Environmental Research Foundation
- Walden Woods Project
- Thoreau Institute
- Earth Communications Office
- Solar Living Institute
- Tree People
- Friends of the Earth
- Sequoia ForestKeeper[19]
- Green Wish Inc[20]
- Orang Utan Republik

De 2007-2010, Begley y su esposa Rachelle Carson protagonizaron su propio reality show Living with Ed en HGTV y Planet Green, canal de Discovery. El, su esposa y su hija Hayden están filmando "On Begley Street", una serie web relatando la deconstrucción de su hogar actual y el "edificio del hogar más verde y sostenible de América del Norte".
Recibió el Premio Thomas Alva Edison por Independencia de Energía gracias al Congreso Judío Estadounidense, el primero en ser presentado. Begley ha sido un líder en este campo y fue reconocido en noviembre de 2007 por su trabajo de toda la vida en el medioambiente.

### Política
Begley formó parte del comité de prevención del grupo 2004 Racism Watch, fundado por el compañero actor Ed Asner. El grupo se formó para responder a la campaña publicitaria de la campaña presidencial de George W. Bush / Dick Cheney que, según ellos, fomentaba el racismo. El anuncio en cuestión, "100 Días", hacía referencia al terrorismo y a los terroristas y destacaba una fotografía de un hombre anónimo de ascendencia del Medio Oriente.

## Filmografía

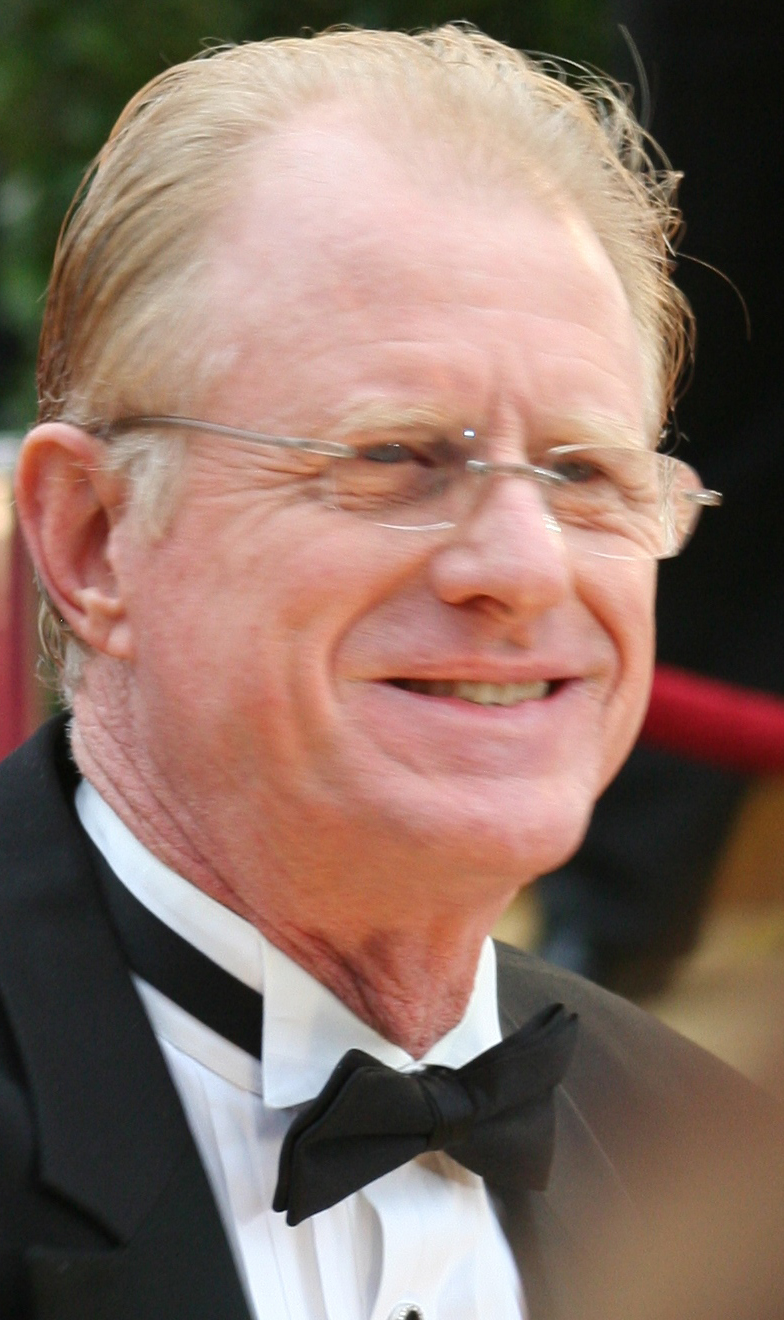
Ed Begley en la 81.º ceremonia de los Premios Óscar en 2009.

### Cine

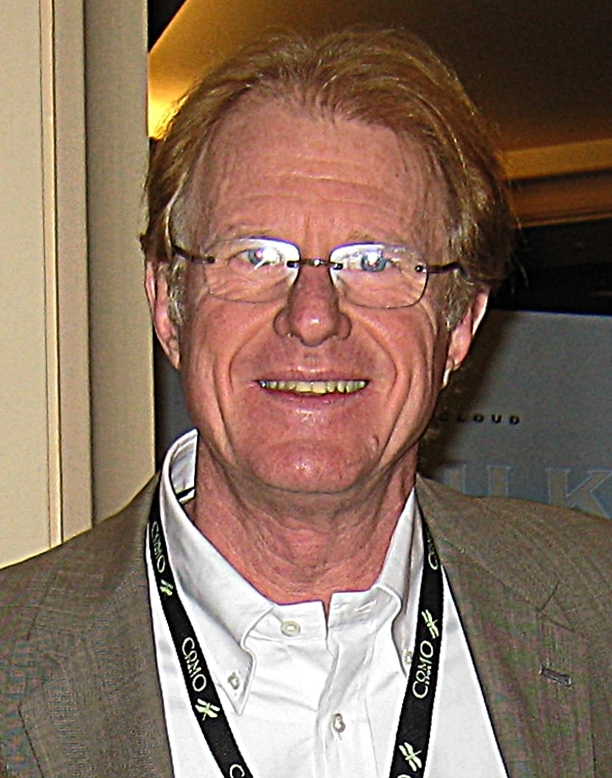
Ed Begley en enero de 2008.

| Año  | Título                                          | Papel                                     | Notas                                |
| ---- | ----------------------------------------------- | ----------------------------------------- | ------------------------------------ |
| 1969 | The Lottery                                     | Jack Watson                               | cortometraje                         |
| 1969 | The Computer Wore Tennis Shoes                  | Springfield State panelist (J. Flanderka) | Desacreditado                        |
| 1972 | Now You See Him, Now You Don't                  | Druffle                                   |                                      |
| 1972 | Where Does It Hurt?                             |                                           |                                      |
| 1973 | Charley and the Angel                           | Derwood Moseby                            |                                      |
| 1973 | Showdown                                        | Pook                                      |                                      |
| 1973 | Superdad                                        | The Gang                                  |                                      |
| 1974 | Cockfighter                                     | Tom Peeples                               |                                      |
| 1976 | Stay Hungry                                     | Lester                                    |                                      |
| 1977 | Handle with Care                                | Sacerdote                                 |                                      |
| 1977 | Lust of a Eunuch                                | Lu Ta                                     | cortometraje                         |
| 1978 | Blue Collar                                     | Bobby Joe                                 |                                      |
| 1978 | Battlestar Galactica                            | Sargento Greenbean                        |                                      |
| 1978 | Record City                                     | Pokey                                     |                                      |
| 1978 | Goin' South                                     | Whitney Haber                             |                                      |
| 1978 | The One and Only                                | El Rey                                    |                                      |
| 1979 | Hardcore                                        | Soldado                                   |                                      |
| 1979 | The Concorde ... Airport '79                    | Rescatador #1                             |                                      |
| 1979 | The In-Laws                                     | Barry Lutz                                |                                      |
| 1981 | Private Lessons                                 | Jack Travis                               |                                      |
| 1981 | Buddy Buddy                                     | Teniente #1                               |                                      |
| 1982 | An Officer and a Gentleman                      | Instructor Chambers (voz)                 |                                      |
| 1982 | Cat People                                      | Joe Creigh                                |                                      |
| 1982 | Eating Raoul                                    | Hippie                                    |                                      |
| 1982 | Young Doctors in Love                           | Lyle August                               |                                      |
| 1982 | Voyager from the Unknown                        | Wilbur Wright                             | Direct-to-video                      |
| 1982 | The Entity                                      | Voces adicionales                         |                                      |
| 1983 | Get Crazy                                       | Colin Beverly                             |                                      |
| 1984 | Streets of Fire                                 | Ben Gunn                                  |                                      |
| 1984 | Protocol                                        | Sr. Hassler                               |                                      |
| 1984 | This Is Spinal Tap                              | John "Stumpy" Pepys                       |                                      |
| 1985 | Transylvania 6-5000                             | Gil Turner                                |                                      |
| 1985 | Waiting to Act                                  | Ed                                        |                                      |
| 1987 | Amazon Women on the Moon                        | Griffin                                   | Segmento: "Son of the Invisible Man" |
| 1988 | The Accidental Tourist                          | Charles Leary                             |                                      |
| 1989 | Scenes from the Class Struggle in Beverly Hills | Peter                                     |                                      |
| 1989 | She-Devil                                       | Bob Pattchet                              |                                      |
| 1990 | Meet the Applegates                             | Richard P. Applegate                      |                                      |
| 1992 | Dark Horse                                      | Jack Mills                                |                                      |
| 1992 | Cruise Control                                  | Fraser                                    | cortometraje                         |
| 1993 | Even Cowgirls Get the Blues                     | Rupert                                    |                                      |
| 1994 | Renaissance Man                                 | Jack Markin                               |                                      |
| 1994 | The Pagemaster                                  | Alan Tyler                                |                                      |
| 1994 | Greedy                                          | Carl McTeague                             |                                      |
| 1994 | Rave Review                                     | Bert                                      |                                      |
| 1994 | Sensation                                       | Earl Strauber                             |                                      |
| 1995 | The Crazysitter                                 | Paul Van Arsdale                          |                                      |
| 1995 | Storybook                                       | Pouch (voz)                               |                                      |
| 1995 | Batman Forever                                  | Fred Stickley                             | desacreditado                        |
| 1996 | Hourglass                                       | Det. Cecil Dish                           |                                      |
| 1996 | Santa with Muscles                              | Ebner Frost                               |                                      |
| 1997 | The Lay of the Land                             | Harvey Dankworth                          |                                      |
| 1997 | Ms. Bear                                        | Greg Bradley                              |                                      |
| 1997 | Joey                                            | Embajador Ted Ross                        |                                      |
| 1998 | I'm Losing You                                  | Zev                                       |                                      |
| 1998 | Addams Family Reunion                           | Phillip Adams                             |                                      |
| 2000 | Best in Show                                    | Mark Schafer                              |                                      |
| 2001 | Get Over It                                     | Frank Landers                             |                                      |
| 2001 | Hellgig                                         | Reverendo                                 | cortometraje                         |
| 2001 | Anthrax                                         | Brent Krawford                            |                                      |
| 2001 | Diary of a Sex Addict                           | Dr. Aaron Spencer                         |                                      |
| 2002 | Bug                                             | The Dept. of Health Inspector/'The Hand'  |                                      |
| 2002 | Auto Focus                                      | Mel Rosen                                 |                                      |
| 2003 | Net Games                                       | John Fielding                             |                                      |
| 2003 | A Mighty Wind                                   | Lars Olfen                                |                                      |
| 2003 | Going Down                                      | Oscar Earnest                             |                                      |
| 2004 | Stateside                                       | Padre Concoff                             |                                      |
| 2004 | Raising Genius                                  | Dr. Curly Weeks                           |                                      |
| 2004 | Hair High                                       | Rev. Sidney Cheddar (voz)                 |                                      |
| 2005 | Back by Midnight                                | Robert Wade                               |                                      |
| 2005 | Alone in a Crowd                                |                                           | cortometraje                         |
| 2005 | Desolation Sound                                | Doug Shepard                              |                                      |
| 2005 | Welcome to California                           | Documentary Narrator                      |                                      |
| 2006 | Who Killed the Electric Car?                    | el mismo                                  | Documental                           |
| 2006 | Relative Strangers                              | Mr. Manoire                               |                                      |
| 2006 | For Your Consideration                          | Sandy Lane                                |                                      |
| 2006 | The Elder Son                                   | Leonard                                   |                                      |
| 2006 | Pittsburgh                                      | El mismo                                  |                                      |
| 2006 | The Legend of William Tell                      | James Ayers                               |                                      |
| 2007 | One Long Light                                  | Joel                                      |                                      |
| 2007 | Hard Four                                       | Gobernador Begley                         |                                      |
| 2008 | Next of Kin                                     | Patrick                                   |                                      |
| 2008 | Fly Me to the Moon                              | Poopchev (voz)                            |                                      |
| 2008 | Pineapple Express                               | Robert Anderson                           |                                      |
| 2009 | Balancing the Books                             | Reverendo Vernon                          |                                      |
| 2009 | Climate Refugees                                | Himself                                   | Documentary                          |
| 2009 | He's Such a Girl                                | Taylor's Father                           |                                      |
| 2009 | Tripping Forward                                | James                                     |                                      |
| 2009 | Whatever Works                                  | John Celestine                            |                                      |
| 2009 | 21 and a Wake-Up                                | Colonel Ritchie                           |                                      |
| 2010 | The Penthouse                                   | Nicholas                                  |                                      |
| 2010 | A Turtle's Tale: Sammy's Adventures             | GreenPeace Worker (voz)                   |                                      |
| 2011 | What's Your Number?                             | Mr. Darling                               |                                      |
| 2012 | Making Change                                   | Simmons                                   |                                      |
| 2013 | Armed Response                                  | Oficial Krupke                            |                                      |
| 2014 | Wish Wizard                                     | Wish Wizard                               | cortometraje                         |
| 2014 | You're Not You                                  | Uncle Roger                               |                                      |
| 2015 | Climate Change Denial Disorder                  | Político                                  | cortometraje                         |
| 2016 | Time Toys                                       | Wiz                                       |                                      |
| 2016 | Cazafantasmas                                   | Ed Mulgrave                               |                                      |
| 2016 | Mascots                                         | A.J. Blumquist                            |                                      |
| 2016 | Imperfections                                   | Barry                                     |                                      |
| 2017 | Girlfriend's Day                                | Butler                                    |                                      |
| 2017 | CHiPs                                           | Wasp Driver                               |                                      |
| 2017 | Lucky                                           | Dr. Christian Kneedler                    |                                      |
| 2017 | Amelia 2.0                                      | Paul Wesley                               |                                      |
| 2018 | Making Babies                                   | Dr. Remis                                 |                                      |
| 2018 | Book Club                                       | Tom                                       |                                      |
| 2019 | Bixler High Private Eye                         | Charlie Dewitt                            | Película para televisión             |
| 2019 | Plus One                                        | Chuck                                     |                                      |
| 2022 | Amsterdam                                       | Bill Meekins                              |                                      |
| 2023 | Strange Darling                                 | Frederick                                 |                                      |

### Televisión
| Año             | Título                                                                        | Papel                                                | Notas                                                                          |
| --------------- | ----------------------------------------------------------------------------- | ---------------------------------------------------- | ------------------------------------------------------------------------------ |
| 1967            | My Three Sons                                                                 | Marv                                                 | Ep: "The Computer Picnic"                                                      |
| 1969–1972       | Room 222                                                                      | Bob / Willard / Michael / George / Stretch           | 7 episodios                                                                    |
| 1970            | The Immortal                                                                  | Gas Station Attendant                                | Ep: "White Elephants Don't Grow on Trees"                                      |
| 1971            | The Bill Cosby Show                                                           | Estudiante #2                                        | Ep: "To Each According to His Appetite"                                        |
| 1971            | Adam-12                                                                       | Bud                                                  | Ep: "Million Dollar Bluff"                                                     |
| 1971            | The F.B.I.                                                                    | Youngblood                                           | Ep: "The Deadly Gift"                                                          |
| 1971            | Owen Marshall: Counselor at Law                                               | Howard Dubberly                                      | Ep: "Shadow of a Name"                                                         |
| 1971            | Nanny and the Professor                                                       | Richie Cooper                                        | Ep: "The Great Debate"                                                         |
| 1972            | Mannix                                                                        | Attendant                                            | Ep: "Babe in the Woods"                                                        |
| 1972            | Bobby Jo and the Big Apple Good Time Band                                     | Virgil                                               | película para TV (sin vender piloto)                                           |
| 1972            | Evil Roy Slade                                                                | Husband Making Fun of Stool                          | película para TV                                                               |
| 1972            | Maude                                                                         | Joven                                                | Episodio: "Maude's Problem"                                                    |
| 1972            | Ironside                                                                      | Jimmy Sanders                                        | Episodio: "Programmed for Panic"                                               |
| 1972            | Wait Till Your Father Gets Home                                               | (voz)                                                | Ep: "The Beach Vacation"                                                       |
| 1972            | The Doris Day Show                                                            | Wally                                                | Ep: "Debt of Honor"                                                            |
| 1972            | Family Flight                                                                 | Conductor                                            | película para televisión                                                       |
| 1973            | Love, American Style                                                          | Dick                                                 | Segmento: "Love and the Happy Family"                                          |
| 1973–1974       | Roll Out                                                                      | Teniente Robert Chapman                              | 12 episodios                                                                   |
| 1974            | Happy Days                                                                    | Hank                                                 | Ep: "The Deadly Dares"                                                         |
| 1974–1983       | Insight                                                                       | Padre John / Jimmy / Marty                           | 3 episodios                                                                    |
| 1975            | Medical Center                                                                | Greg Duncan                                          | Ep: "Survivors"                                                                |
| 1975            | Baretta                                                                       | Ernie                                                | Ep: "A Bite of the Apple"                                                      |
| 1976            | Mary Hartman, Mary Hartman                                                    | Steve                                                | 13 episodios                                                                   |
| 1976            | Starsky & Hutch                                                               | Harv Schwab                                          | Ep: "Murder at Sea"                                                            |
| 1977            | Dead of Night                                                                 | Frank                                                | película para TV; segmento: "Second Chance"                                    |
| 1977–1981       | Quincy, M.E.                                                                  | Kit Sawyer / Walter "Speed" Simpson / David Phillips | 3 episodios                                                                    |
| 1978            | Wonder Woman                                                                  | Harold Farnum                                        | 2 episodios                                                                    |
| 1978–1979       | Battlestar Galactica                                                          | Ensign / Sargento Greenbean                          | 5 episodios                                                                    |
| 1978, 1981      | La isla de la fantasía                                                        | Amos McAllister / Jamie                              | 2 episodios                                                                    |
| 1978, 1994      | Columbo                                                                       | Irving Krutch / Oficial Stein                        | 2 episodios                                                                    |
| 1979            | Elvis                                                                         | DJ Fontana                                           | película para TV                                                               |
| 1979            | M*A*S*H                                                                       | Paul Conway                                          | Ep: "Too Many Cooks"                                                           |
| 1979            | Scooby-Doo and Scrappy-Doo                                                    | Voces adicionales                                    |                                                                                |
| 1979            | Hot Rod                                                                       | Clay                                                 | Película para TV                                                               |
| 1979            | Laverne & Shirley                                                             | Robert "Bobby" Feeney                                | 2 episodios                                                                    |
| 1979            | Charlie's Angels                                                              | Kenny                                                | Ep: "Angels on Skates"                                                         |
| 1979            | Amateur Night at the Dixie Bar and Grill                                      | Moss Tillis                                          | película para TV                                                               |
| 1979            | A Shining Season                                                              | John Haaland                                         | película para TV                                                               |
| 1980            | Barnaby Jones                                                                 | Lindy Powell                                         | Ep: "Death Is the Punchline"                                                   |
| 1981            | Riker                                                                         | Ed                                                   | Ep: "Honkytonk"                                                                |
| 1982            | Tales of the Apple Dumpling Gang                                              | Amos Tucker                                          | película para TV                                                               |
| 1982            | Rascals and Robbers: The Secret Adventures of Tom Sawyer and Huckleberry Finn | Jeb                                                  | película para TV                                                               |
| 1982            | Not Just Another Affair                                                       | Warren Krantz                                        | película para TV                                                               |
| 1982            | Voyagers!                                                                     | Wilbur Wright                                        | Ep: "Voyagers"                                                                 |
| 1982            | Richie Rich                                                                   | Voces adicionales                                    | Ep: "Dollar's Exercise/Richie's Cube/The Maltese Monkey/Everybody's Doing It " |
| 1982–1988       | St. Elsewhere                                                                 | Dr. Victor Ehrlich                                   | 137 episodios                                                                  |
| 1982–1989       | Walt Disney's Wonderful World of Color                                        | Dr. Jack Brooker / Amos Tucker                       | 3 episodios                                                                    |
| 1983            | The New Leave It to Beaver                                                    | Whitey                                               | Ep: "Still the Beaver"                                                         |
| 1983            | The New Scooby and Scrappy-Doo Show                                           | (voz)                                                |                                                                                |
| 1983            | An Uncommon Love                                                              | Matt Randolph                                        | Película para TV                                                               |
| 1984            | The Love Boat                                                                 | Allan Bundy                                          | Ep: "Side by Side/A Fish Out of Water/Rub Me Tender"                           |
| 1984            | Tales of the Unexpected                                                       | George Princey                                       | Ep: "Wet Saturday"                                                             |
| 1984            | The Smurfs                                                                    | Voces adicionales                                    | Ep: "Symbols of Wisdom/Blue Eyes Returns"                                      |
| 1984            | Saturday Night Live                                                           | Presentador / varios                                 | Ep: "Ed Begley Jr/Billy Squier"                                                |
| 1985            | Tall Tales & Legends                                                          | Ichabod Crane                                        | Ep: "The Legend of Sleepy Hollow"                                              |
| 1985            | Pound Puppies                                                                 | Arnold (voz)                                         | especial de TV                                                                 |
| 1985            | George Burns Comedy Week                                                      | Tiny Timothy                                         | Ep: "Christmas Carol II the Sequel"                                            |
| 1985, 1987      | Faerie Tale Theatre                                                           | Brom Dutcher / Wilhelm Grimm                         | 2 episodios                                                                    |
| 1986            | You Are the Jury                                                              | Brian Spears                                         | Ep: "The State of Arizona vs. Dr. Evan Blake"                                  |
| 1987            | Celebration Family                                                            | Jake Foreman                                         | Película para TV                                                               |
| 1987            | The Incredible Ida Early                                                      | Paul Sutton                                          | Película para TV                                                               |
| 1987            | Pound Puppies                                                                 | Snake                                                | Ep: "Where's the Fire?/The Wonderful World of Whopper"                         |
| 1987            | Roman Holiday                                                                 | Leonard Lupo                                         | película para TV                                                               |
| 1988            | Spies, Lies & Naked Thighs                                                    | Alan                                                 | película para TV                                                               |
| 1990            | Timeless Tales from Hallmark                                                  | Bertram (voz)                                        | Ep: "The Elves and the Shoemaker"                                              |
| 1990            | Not a Penny More, Not a Penny Less                                            | Stephen Bradley                                      | Miniserie                                                                      |
| 1990            | In the Best Interest of the Child                                             | Howard Feldon                                        | Película para televisión                                                       |
| 1990            | The Great Los Angeles Earthquake                                              | Jerry Soloway                                        | Película para TV                                                               |
| 1990–1991       | Parenthood                                                                    | Gil Buckman                                          | 12 episodios                                                                   |
| 1991            | Chance of a Lifetime                                                          | Darrel                                               | película para televisión                                                       |
| 1991            | The Story Lady                                                                | Otis                                                 | película para TV                                                               |
| 1992            | Batman: The Animated Series                                                   | Germs / Charlie Collins / Stagehand (voz)            | 3 episodios                                                                    |
| 1992            | In the Line of Duty: Siege at Marion                                          | Lt. Fred House                                       | película para TV                                                               |
| 1992            | Home Fires                                                                    |                                                      | Ep: "Fathers and Sons"                                                         |
| 1992            | Running Mates                                                                 | Chapman Snow                                         | película para TV                                                               |
| 1992            | Mastergate                                                                    | Steward Butler                                       | película para TV                                                               |
| 1992            | Shelley Duvall's Bedtime Stories                                              | Narrador (voz)                                       | Ep: "Uncle Wizzmo's New Used Car"                                              |
| 1992            | Exclusive                                                                     | Allen                                                | película para TV                                                               |
| 1992, 1993      | Captain Planet and the Planeteers                                             | Preston / Zoning Commissioner (voz)                  | 2 episodios                                                                    |
| 1993            | Roseanne                                                                      | Principal Alexander                                  | Ep: "Crime and Punishment"                                                     |
| 1993            | Tales from the Crypt                                                          | Judd Campbell                                        | Ep: "Death of Some Salesmen"                                                   |
| 1993            | Partners                                                                      | Abogado "Grave Squad"                                | cortometraje de TV                                                             |
| 1993            | Cooperstown                                                                   | Dave Cormeer                                         | película para TV                                                               |
| 1993, 1998      | The Larry Sanders Show                                                        | el mismo                                             | 2 episodios                                                                    |
| 1994            | Winnetka Road                                                                 | Glenn Barker                                         | 6 episodios                                                                    |
| 1994            | World War II: When Lions Roared                                               | Harry Hopkins                                        | Miniserie                                                                      |
| 1994            | Mrs. Piggle-Wiggle                                                            | Mr. Bean                                             | 2 episodios                                                                    |
| 1994            | Incident at Deception Ridge                                                   | Jack Davis                                           | película para TV                                                               |
| 1994            | The Magic School Bus                                                          | Logaway Larry (voice)                                | Ep: "Meet the Rot Squad"                                                       |
| 1994            | The Shaggy Dog                                                                | Ron Daniels                                          | película para TV                                                               |
| 1995            | Shining Time Station                                                          | Ned Kincaid                                          | Especial: Once Upon a Time                                                     |
| 1995            | Duckman: Private Dick/Family Man                                              | Barry Brittle (voz)                                  | Ep: "Research and Destroy"                                                     |
| 1996            | Touched by an Angel                                                           | Chris Carpenter                                      | Ep: "Til We Meet Again"                                                        |
| 1996            | 3rd Rock from the Sun                                                         | Jeff                                                 | Ep: "Green-Eyed Dick"                                                          |
| 1996            | Project ALF                                                                   | Dr. Warner                                           | película para TV                                                               |
| 1996            | The Late Shift                                                                | Rod Perth                                            | película para TV                                                               |
| 1996            | Dave's World                                                                  | Watterson                                            | Ep: "Stayin' Alive"                                                            |
| 1996            | ABC Afterschool Special                                                       | Sr. Rogers                                           | Ep: "Too Soon for Jeff"                                                        |
| 1996            | Star Trek: Voyager                                                            | Henry Starling                                       | Ep: "Future's End"                                                             |
| 1996–1998       | Adventures from the Book of Virtues                                           | Alec / William Tell / Soldado (voz)                  | 2 episodios                                                                    |
| 1997            | Meego                                                                         | Dr. Edward Parker                                    | 13 episodios                                                                   |
| 1997            | The Drew Carey Show                                                           | Dr. Chris Vanderkamp                                 | Ep: "Cap-Beer-Cino"                                                            |
| 1997            | Gun                                                                           | Director                                             | Ep: "The Shot"                                                                 |
| 1997            | Sabrina the Teenage Witch                                                     | Sr. James T. Rothwell                                | Ep: "Trial by Fury"                                                            |
| 1997            | Not in This Town                                                              | Henry Whitcomb                                       | película para TV                                                               |
| 1997            | The Nanny                                                                     | Tom Rosenstein                                       | Ep: "You Bette Your Life"                                                      |
| 1997            | Alone                                                                         | Gerald                                               | Película para TV                                                               |
| 1998            | Sports Theater with Shaquille O'Neal                                          | John Hanley                                          | Ep: "Scrubs"                                                                   |
| 1998            | Murder She Purred: A Mrs. Murphy Mystery                                      | Fitz-Gilbert Hamilton                                | película para TV                                                               |
| 1998            | Rugrats                                                                       | Bob / Waiter (voz)                                   | Ep: "Baking Dil/Hair!"                                                         |
| 1998            | Ellen                                                                         | el mismo                                             | Ep: "When Ellen Talks, People Listen"                                          |
| 1999            | The Practice                                                                  | Dr. Foster                                           | Ep: "Day in Court"                                                             |
| 1999–2003       | 7th Heaven                                                                    | Dr. Hank Hastings                                    | 16 episodios                                                                   |
| 1999, 2009      | The Simpsons                                                                  | Himself (voz)                                        | 2 episodios                                                                    |
| 2000            | Homicide: The Movie                                                           | Dr. Victor Ehrlich                                   | película para TV                                                               |
| 2000            | Batman Beyond                                                                 | Dr. Corso (voz)                                      | Ep: "April Moon"                                                               |
| 2000            | Providence                                                                    | Chuck Chance                                         | 5 episodios                                                                    |
| 2000            | The Michael Richards Show                                                     | Impostor Vic                                         | Episodio: "The Identity Loan"                                                  |
| 2001            | The West Wing                                                                 | Seth Gillette                                        | Ep: "The War at Home"                                                          |
| 2001            | Hounded                                                                       | Ward Van Dusen                                       | Película para TV                                                               |
| 2001            | Gideon's Crossing                                                             | Padre de Haley                                       | Ep: "The Crash"                                                                |
| 2001            | Titus                                                                         | Bill                                                 | Ep: "The Wedding"                                                              |
| 2001            | Intimate Portrait                                                             | Narrador (voz)                                       | Ep: "Suzanne Somers"                                                           |
| 2001            | Family Law                                                                    | Abogado Ethan Beal                                   | Ep: "Irreparable Harm"                                                         |
| 2001–2002       | The Agency                                                                    | Lenny Musgrave                                       | 2 episodios                                                                    |
| 2001–2005       | Six Feet Under                                                                | Hiram Gunderson                                      | 8 episodios                                                                    |
| 2002            | Wednesday 9:30 (8:30 Central)                                                 | Paul Weffler                                         | 8 episodios                                                                    |
| 2002            | Scrubs                                                                        | Dr. Bailey                                           | Ep: "My Sacrificial Clam"                                                      |
| 2002            | Dharma & Greg                                                                 | El mismo                                             | Ep: "Protecting the Ego-System"                                                |
| 2003            | War Stories                                                                   | Ed O'Brian                                           | película para TV                                                               |
| 2003; 2005      | NYPD Blue                                                                     |                                                      | dirigió 2 episodios                                                            |
| 2004            | Static Shock                                                                  | Dr. Donald Todd (voz)                                | 2 episodios                                                                    |
| 2004            | Life on Liberty Street                                                        | Richard Spencer                                      | película para TV                                                               |
| 2004            | Kingdom Hospital                                                              | Dr. Jesse James                                      | 13 episodios                                                                   |
| 2004–2005       | Jack & Bobby                                                                  | Rev. Belknap                                         | 5 episodios                                                                    |
| 2005            | All Grown Up!                                                                 | Padre Amish (voz)                                    | Ep: "R.V. Having Fun Yet?"                                                     |
| 2005            | Spirit Bear: The Simon Jackson Story                                          | Frank Perdue                                         | película para TV                                                               |
| 2005            | Center of the Universe                                                        | Dr. Harrison                                         | Ep: "It's the Principal of the Thing"                                          |
| 2005            | Illeanarama                                                                   | el mismo                                             | Ep: "Pilot"                                                                    |
| 2005–2019       | Arrested Development                                                          | Stan Sitwell                                         | 15 episodios                                                                   |
| 2006            | Three Moons Over Milford                                                      | Millonario                                           | 2 episodios                                                                    |
| 2006            | Las Vegas                                                                     | Mr. Grimaldi                                         | Ep: "Coyote Ugly"                                                              |
| 2006–2007       | Boston Legal                                                                  | Clifford Cabot                                       | 3 episodios                                                                    |
| 2006–2007       | Veronica Mars                                                                 | Cyrus O'Dell                                         | 6 episodios                                                                    |
| 2006; 2010      | The New Adventures of Old Christine                                           | Pastor Ed                                            | 2 episodios                                                                    |
| 2007–2011       | CSI: Miami                                                                    | Scott O'Shay                                         | 5 episodios                                                                    |
| 2008            | The Replacements                                                              | el mismo (voz)                                       | Ep: "Dick Daring's All-Star Holiday Stunt Spectacular V"                       |
| 2008            | King of the Hill                                                              | Stephens Davies (voz)                                | Ep: "Behind Closed Doors"                                                      |
| 2008            | Recount                                                                       | David Boies                                          | película para TV                                                               |
| 2008            | Tim and Eric Awesome Show, Great Job!                                         | el mismo                                             | 2 episodios                                                                    |
| 2008–2009       | Gary Unmarried                                                                | Dr. Walter Krandall                                  | 12 episodios                                                                   |
| 2008–2012       | Easy to Assemble                                                              | S. Erland Hussen                                     | 8 episodios                                                                    |
| 2009            | Hannah Montana                                                                | Woody                                                | Ep: "Would I Lie to You, Lilly?"                                               |
| 2009            | Party Down                                                                    | Bruce Nesbitt                                        | Ep: "Pepper McMasters Singles Seminar"                                         |
| 2009            | Free Radio                                                                    | Himself                                              | Ep: "Celebrity"                                                                |
| 2009            | Curious George                                                                | Vinny (voice)                                        | Ep: "Curious George, Personal Trainer/Sprout Outing"                           |
| 2009            | Georgia O'Keeffe                                                              | Dr. Lee Steiglita                                    | película para TV                                                               |
| 2009            | Monk                                                                          | Dr. Malcolm Nash                                     | Ep: "Mr. Monk and the End" (Part One)                                          |
| 2009            | The Suite Life on Deck                                                        | Mayor Ragnar / Ragnar I                              | Ep: "The Swede Life"                                                           |
| 2009–2012       | Living with Ed                                                                | el mismo, protagonista                               | 23 episodios                                                                   |
| 2010            | The Good Guys                                                                 | Nate Bailey                                          | Ep: "Old Dogs"                                                                 |
| 2010            | Childrens Hospital                                                            | Senador Throman                                      | Ep: "You Know No One Can Hear You, Right?"                                     |
| 2010            | Outlaw                                                                        | Judge Donald Crane                                   | 2 episodios                                                                    |
| 2010            | Big Time Rush                                                                 | Él mismo                                             | 2 episodios                                                                    |
| 2011            | $h*! My Dad Says                                                              | Terry                                                | Ep: "The Better Father"                                                        |
| 2011            | Off the Map                                                                   | Hank                                                 | Ep: "On the Mean Streets of San Miguel"                                        |
| 2011            | Funny or Die Presents                                                         | Doble agente O'Shambley                              | Segmento: "United States Police Department"                                    |
| 2011            | CHAOS                                                                         | Corwin                                               | Ep: "Molé"                                                                     |
| 2011–2012       | Rizzoli & Isles                                                               | Dr. T. Pike                                          | 3 episodios                                                                    |
| 2012            | Common Law                                                                    | Dr. Van Waals                                        | 2 episodios                                                                    |
| 2012            | Happy Endings                                                                 | el mismo                                             | Ep: "Meet the Parrots"                                                         |
| 2012            | Raising Hope                                                                  | el mismo                                             | Ep: "I Want My Baby Back, Baby Back, Baby Back"                                |
| 2012–2018       | Portlandia                                                                    | Ed / Wes                                             | 6 episodios                                                                    |
| 2013            | On Begley Street                                                              | el mismo                                             | 9 episodios                                                                    |
| 2013            | Hot in Cleveland                                                              | Yogi                                                 | Ep: "Fast and Furious"                                                         |
| 2013            | Newsreaders                                                                   | Phillip Breck                                        | Ep: "Unborn Again"                                                             |
| 2013            | Partners                                                                      | Dr. Kay                                              | Ep: "Sperm und Drang"                                                          |
| 2013            | The Office                                                                    | Padre biológico de Erin                              | Ep: "Final"                                                                    |
| 2013            | Rules of Engagement                                                           | Reverendo Todd                                       | Ep: "100th"                                                                    |
| 2013            | Muhammad Ali's Greatest Fight                                                 | Justice Harry Blackmun                               | película para TV                                                               |
| 2013            | Family Tree                                                                   | Al Chadwick                                          | 5 episodios                                                                    |
| 2013–2014       | Betas                                                                         | George "Murch" Murchison                             | 7 episodios                                                                    |
| 2013–presente   | Innovations with Ed Begley, Jr.                                               | El mismo - presentador                               | serie de documentales educativos                                               |
| 2014            | Regular Show                                                                  | William (voz)                                        | Ep: "Maxin' and Relaxin'"                                                      |
| 2015            | Your Family or Mine                                                           | Gil                                                  | 5 episodios                                                                    |
| 2015–2016       | Blunt Talk                                                                    | Teddy                                                | 7 episodios                                                                    |
| 2016; 2018–2020 | Better Call Saul                                                              | Clifford Main                                        | 7 episodios                                                                    |
| 2016            | Lopez                                                                         | El mismo                                             | Ep: "Down and Drought in Beverly Hills"                                        |
| 2016            | The Bold and the Beautiful                                                    | El mismo                                             | Ep #1.7387                                                                     |
| 2016            | Bad Internet                                                                  | Esposo enojado                                       | Ep: "Uber, But Like for People"                                                |
| 2016            | Angie Tribeca                                                                 | Bonnie                                               | Ep: "Electoral Dysfunction"                                                    |
| 2016            | Party Girl                                                                    | Philip                                               |                                                                                |
| 2016–2017       | Lady Dynamite                                                                 | Joel Bamford                                         | 7 episodios                                                                    |
| 2017            | Grace and Frankie                                                             | Mark                                                 | Ep: "The Musical"                                                              |
| 2017            | Me, Myself & I                                                                | Justin adulto                                        | Ep: "The Card"                                                                 |
| 2017-2020       | Curb Your Enthusiasm                                                          | Dr. Winocur                                          | 2 episodios                                                                    |
| 2017            | Future Man                                                                    | Gabe Futturman                                       | 7 episodios                                                                    |
| 2018            | Love                                                                          | Mark Cruikshank                                      | 2 episodios                                                                    |
| 2018            | The Cool Kids                                                                 | Karl                                                 | Ep: "Margaret Dates the Zodiac Killer"                                         |
| 2018–2019       | Modern Family                                                                 | Jerry                                                | 2 episodios                                                                    |
| 2019            | Young Sheldon                                                                 | Dr. Linkletter                                       | 4 episodios                                                                    |
| 2019            | Teachers                                                                      | John-Paul Bennigan                                   | 2 episodeios                                                                   |
| 2019-2020       | Big City Greens                                                               | Sr. Whistler (voz)                                   | 2 episodios                                                                    |
| 2019–2020       | Bless This Mess                                                               | Rudolph "Rudy" Longfellow                            | Papel principal, 26 episodios                                                  |